# Wescam MX–15

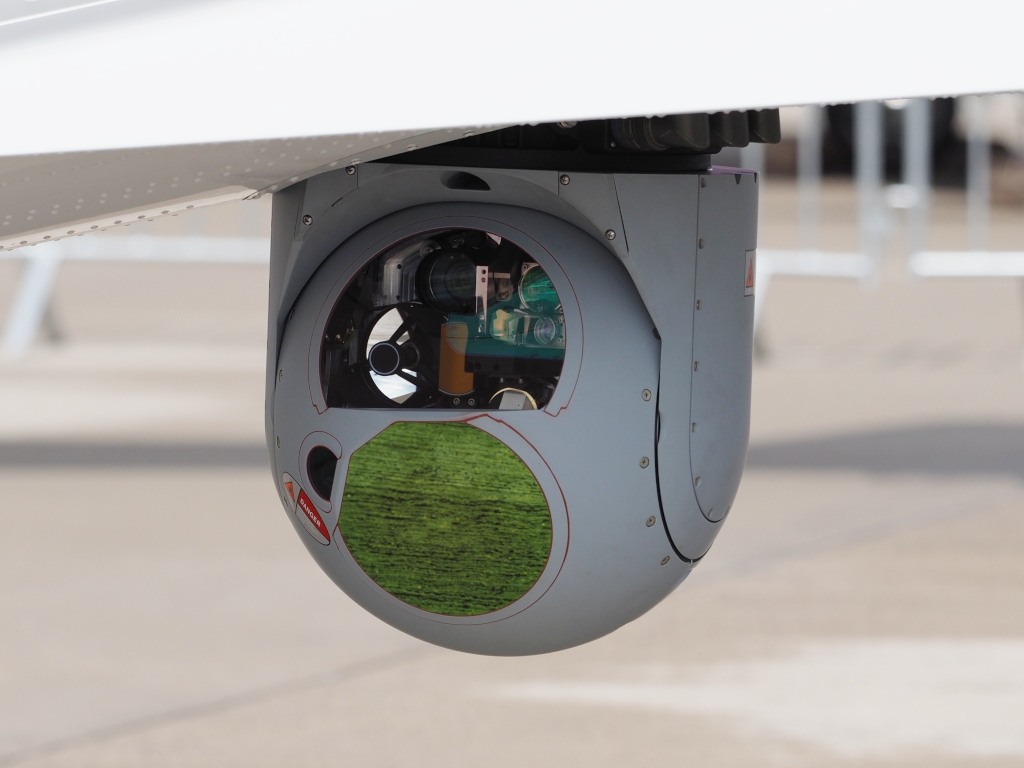
A Wescam MX–15 „gömbje” egy repülőgép orra alatt

A Wescam MX–15 az egyik legelterjedtebb felderítésre szolgáló elektrooptikai képalkotó rendszer, amelyet a kanadai L3Harris Wescam vállalat fejleszt és gyárt.

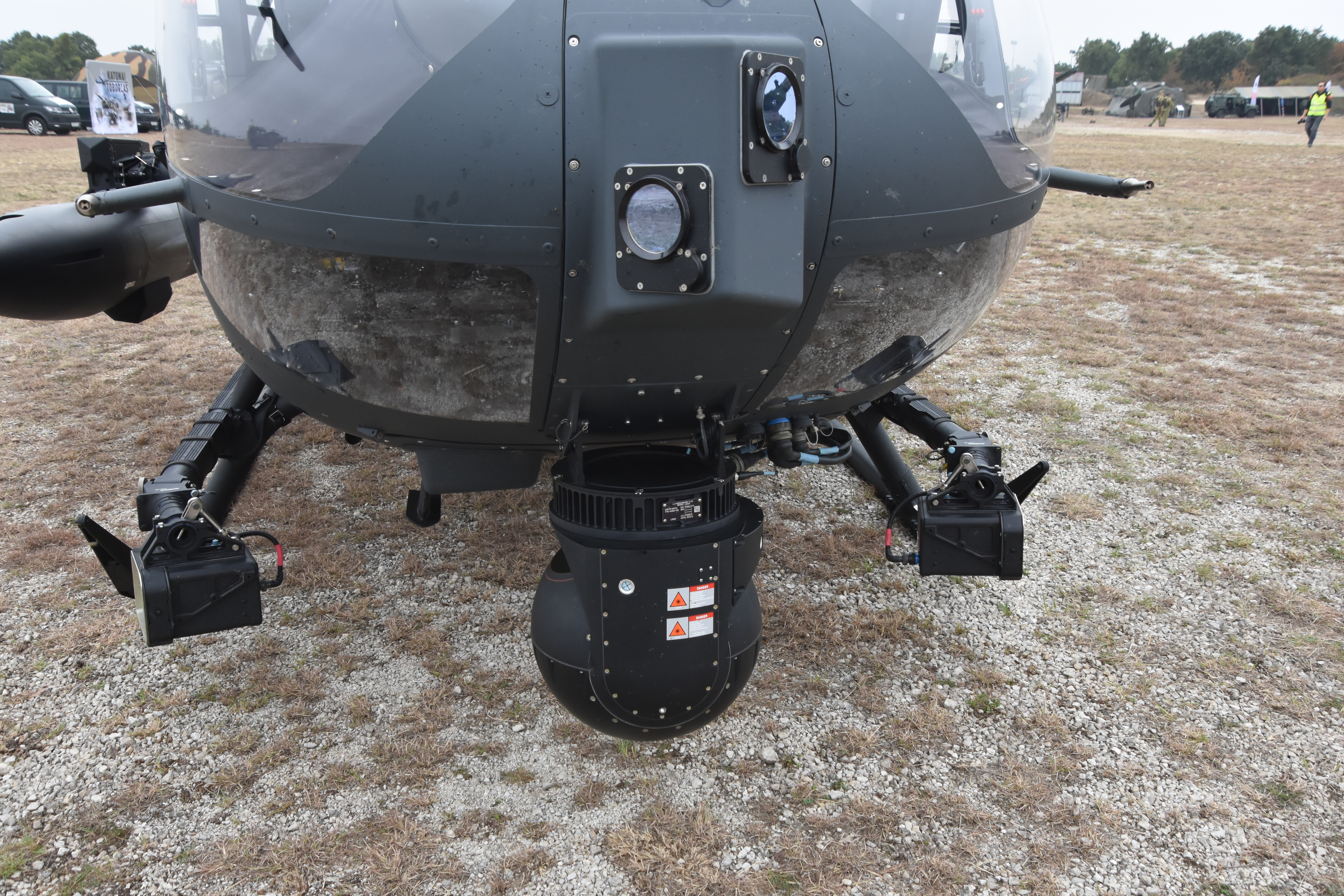
Egy magyar H145M helikopter MX-15 típusú műszere

Több mint 230 különféle eszközön alkalmazzák: repülőgépeken, helikoptereken és pilóta nélküli repülő eszközökön (UAV). Az MX–15 ideális közepes magasságú légi felderítésre, kutató-mentő feladatokra és rendvédelmi feladatokra egyaránt. A rendszer eszközei egy stabilizált,  40 cm (15,5 hüvelyk) átmérőjű gömbben kaptak helyet – innen ered a típus elnevezése is. A gömbben többféle optikai műszer is elhelyezhető a vevő igényei szerint, de általában egy nappali színes kamera, egy infravörös kamera és egy lézeres távmérő része a csomagnak, amit a katonai alkalmazás esetében többnyire egy lézeres célmegjelölő rendszer egészít ki (MX–15D változat). Az MX–15 tömege mintegy 22–45 kg változattól függően, és az ára nagyjából 1 millió amerikai dollárra tehető.
A Wescam MX–15Di elektrooptikai rendszereket a Magyar Honvédség is alkalmazza a H145M és a H225M típusú helikopterein.